# 李承寬
李承寬（1914年6月16日—2003年9月14日），浙江省吳興縣人。二十世紀旅德華裔建築師。1930年前往德國就學，其後並定居、工作於德國，1985年任教且定居於台灣，1997年復遷居柏林，2003年9月14日於柏林寓所安然辭世。

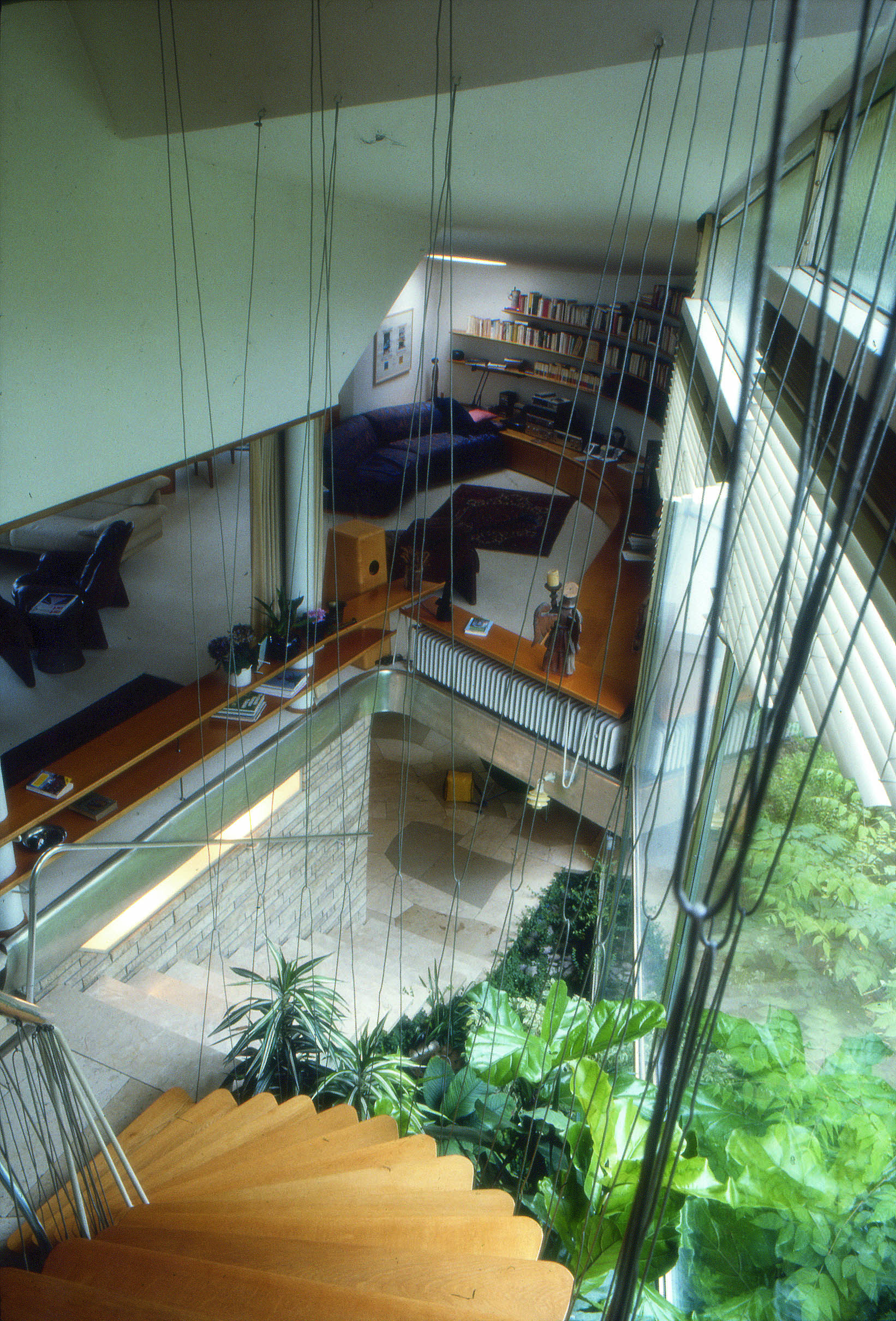
李承寬作品：Haus Schoeffel (= Haus Ketterer, Stuttgart-Ost, 1955)

## 生平
其譯名有多種變體，例如：Chen-kuan Lee, Chen Kuen Lee, Cheng-kuan Lee, Chen Kuan Li。李承寬出生於浙江省吳興縣。而其官方證件上的出生日期則註記為1915年5月23日。

李承寬祖父李松蔭經營絲業，熱心鄉務，頗受地方敬重；父親李柏勤早年遷居上海，育有四子二女。李承寬幼年於家鄉度過，受傳統私塾教育啟蒙，而老家的傳統大宅院不論就空間形態或生活模式都給他留下深刻的印象。

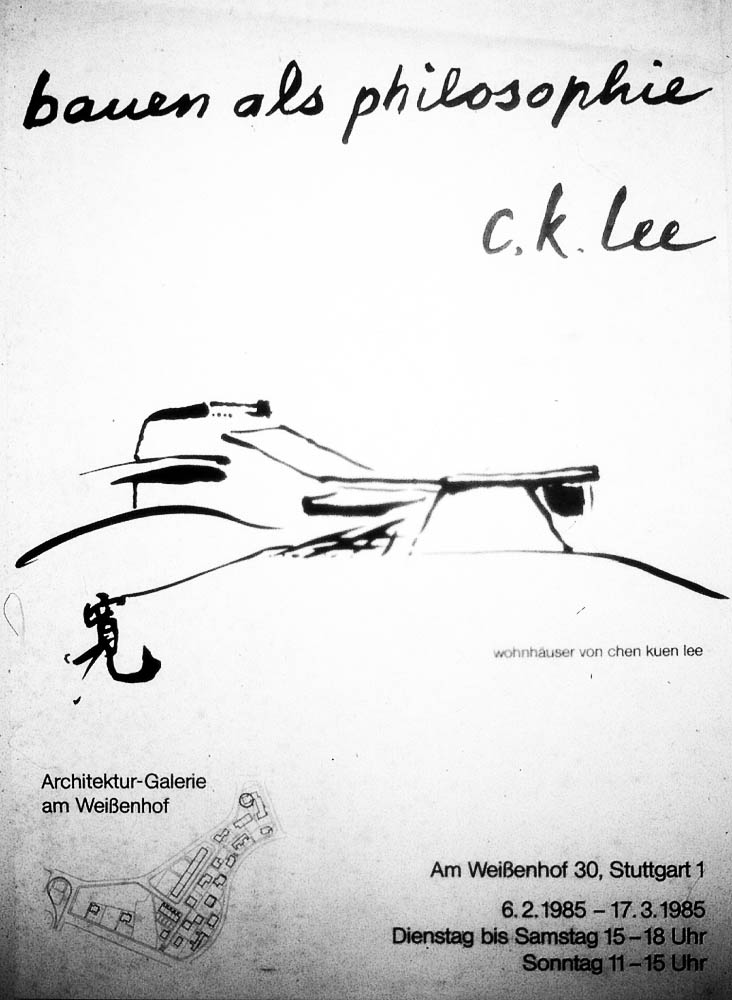
李承寬1985年「即建造即哲學」展覽海報

二歲半即開始接受私塾教育：畫畫、寫字以及背書。八歲遷居上海，入光華中學受新式教育。仍勤練書法不斷，作為其母親的義父，吳昌碩與其家庭密切往還，對其讚譽有加，曾撰「承寬小書家」字幅以勉之。
十六歲前往柏林，結識建築史學家恩斯特·柏石曼(Ernst Boerschmann)，隔年入德國柏林工業大學修習建築學。1935年到1936年，師 Hans Poelzig。
1937年大學畢業，他為了謀職而與 Mies van der Rohe 晤面暢談，然而 Mies 正準備出亡美國。他最後在夏龍 (Hans Scharoun) 之處謀得職位，並且一直合作至1943年戰火中止柏林一切的活動為止。他工作的地點然而並非夏龍的建築師事務所，而是其住處，因此不僅熟悉夏龍的生活與工作細節，也與其夫人及友人皆建立起親人一般的關係。
1941年10月17日在黑林 (Hugo Häring) 的倡議下，他們進行第一次「中華藝工聯盟」(Chinesischer Werkbund) 的討論。這名稱遙相呼應「德意志工藝聯盟」(Deutscher Werkbund)，及其1907年成立時之理念：恢復該文化的創造活力，而實際上是一個小型讀書會的團體，研究了中國古代城市、建築、社會與思想，並提出未來中國建築與城市發展的可能方向。持續至1943年固定參與聚會的成員即是李承寬、黑林以及夏龍三人。
1943年為了逃避空襲李承寬避居德國邊境，並且跟隨 Boerschmann 持續進行中國城市的研究工作。
1947年回到柏林，以個案方式參與夏龍的設計工作，直到1953年成立個人的建築師事務所為止。
1953年第一個建築作品、位於南德的 Haus Scharf 受到極高評價，隔年遷居斯圖加特，於當地接連完成許多私人委託項目。
1963年以作品「愛德華・菲佛街四層公寓」 (Mehrfamilienhaus Eduard-Pfeiffer-Strasse, Stuttgart-Nord) 獲得備受尊重的德國建築專業期刊《 Bauwelt 》年度建築獎，受到歐洲其他國家的矚目。
1967年受委託參與柏林新市鎮 Märkischen Viertel的社會住宅設計，直到1971年完工。
1971年受邀訪問台灣，就大台北地區的林口新市鎮開發計劃提出建議。由於此行持中華民國護照入境香港時受阻，他於隔年入籍德國。
1981年客座台灣東海大學建築學系一年。
1985年於斯圖加特舉辦「即建造即哲學」(Bauen als Philosophie) 個展，隨後遷居台灣，任教於東海大學建築學系直至1994年為止。此外，李承寬也曾經任教於中原大學與朝陽科技大學。
1993年於臺北出版首部專書《新建築之意義——李承寬作品》。
1996年於臺北出版第二部專書《新建築之演進——李承寬作品》。
1997年他於台灣的第一幢建築作品「南埔林宅」完工，而他再度遷居柏林。
1999年第三部專書《新建築與大眾文化——李承寬作品》編輯完成，卻因種種緣故終未出版。
2003年9月14日李承寬在柏林寓所於晚餐後安然辭世，享年八十九歲。

## 思想

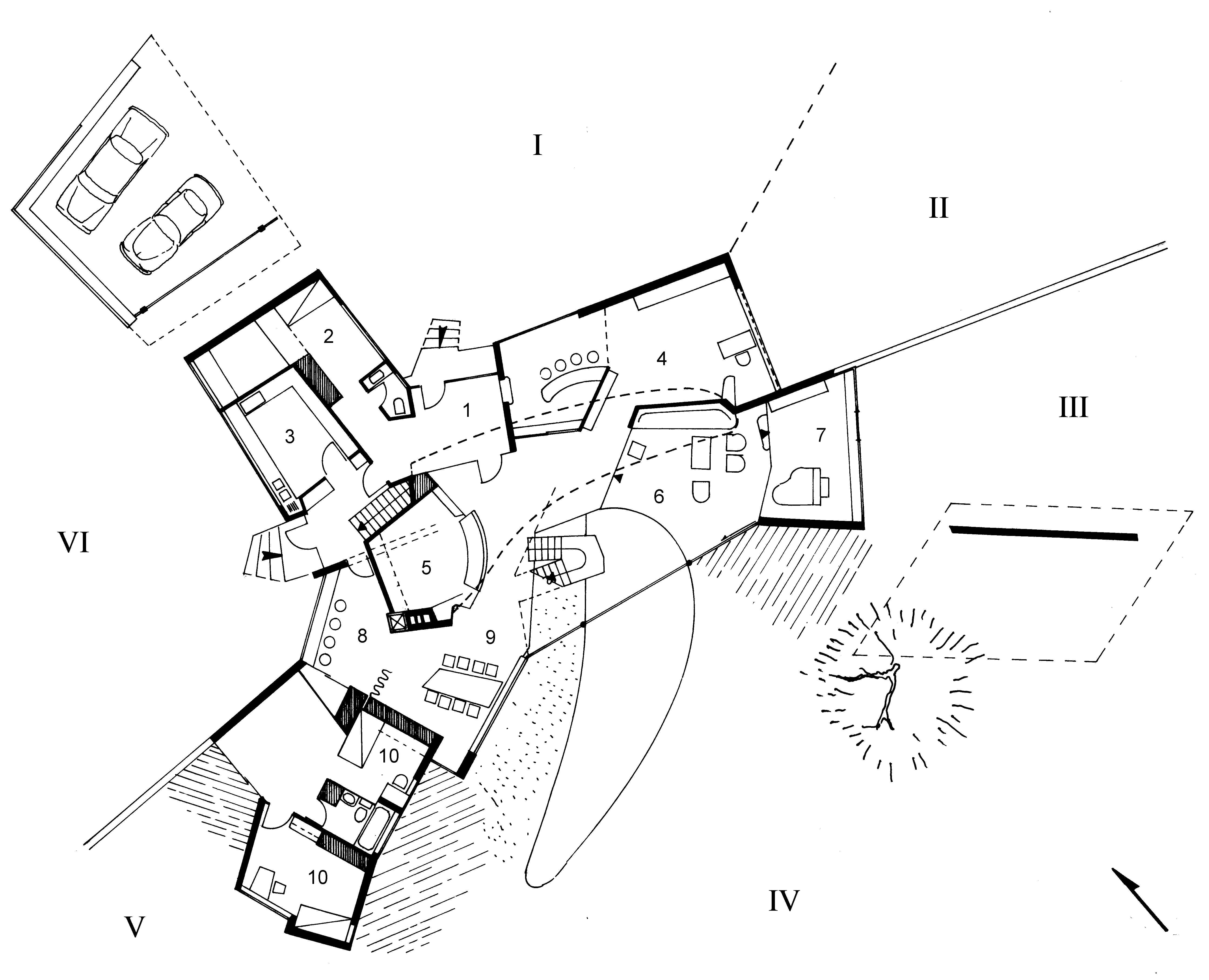
李承寬作品：Haus Straub Senior (Knittlingen, 1956)

由於二戰期間於柏林「中華藝工聯盟」的密集討論與深刻內省，李承寬在思想上受到比他年長32歲的黑林影響最大。李承寬認為黑林思想的兩大支柱是胡賽爾 (Edmund Husserl) 的現象學以及尉禮賢 (Richard Wilhelm) 所翻譯的德文本《周易》。因此李承寬的設計思想同樣帶有融合本體論、認識論、人生論與宇宙論的整體企圖，他曾這麼描述自己的基本立場：
「以四度空間為基礎的新建築，追問的並不是外表、美感、風俗習慣，而是行動方式，並且特別是人的行動方式。新建築並不是對於機能的描摹複寫，而是對於事件次序的掌握，進而以技術上可行的方式將其組織起來。並不是塞入一個形式、塞入一個數學的網格之中（這些只是作為技術基礎被加以運用），而是產生一些自由移動的平台，這些平台在時光的流逝中，分分秒秒、日日夜夜、歲歲年年，為人們行動的各種可能性開拓生活的場所。人是中心點，要為他找出能激發其能力、將這些能力全然發揮的方法。這也就是說，一個大空間（宇宙）被區分出層次、序列與特徵；產生了一個個島嶼般的居住區域，帶引人們的步伐跨出牢籠的垂直角度。
在過去，人們總是以一個東西盡善盡美的細節、局部、成分作為出發點：四面牆、小房間、堡壘。這些局部組織在一起並且放大成為住家、街道、城市（一種加法）。城市的邊界同時也就是人們活動範圍的邊界。人們不能夠再往外邊跨出去：只因為自然田野、也就是宇宙，具有其自身的律則與形態而不受約制成為人們所想要的模樣。這是人的自我封限。
現在要完全顛倒過來。
出發點是宇宙：普遍的、自然的，不知數學的方格為何物（一切都在流動），一切只是一個彼此交融的整體。由此出發進入層層縮小的範圍。在不同空間中進行跨越。終於完成：適合人的小房間。其間不斷重複的是：對於全體的感受。不再是透過窗子所製造的方形框架去經驗那被專橫切割的整體，而是人本身即是如同整體般地行動⋯⋯」

## 作品

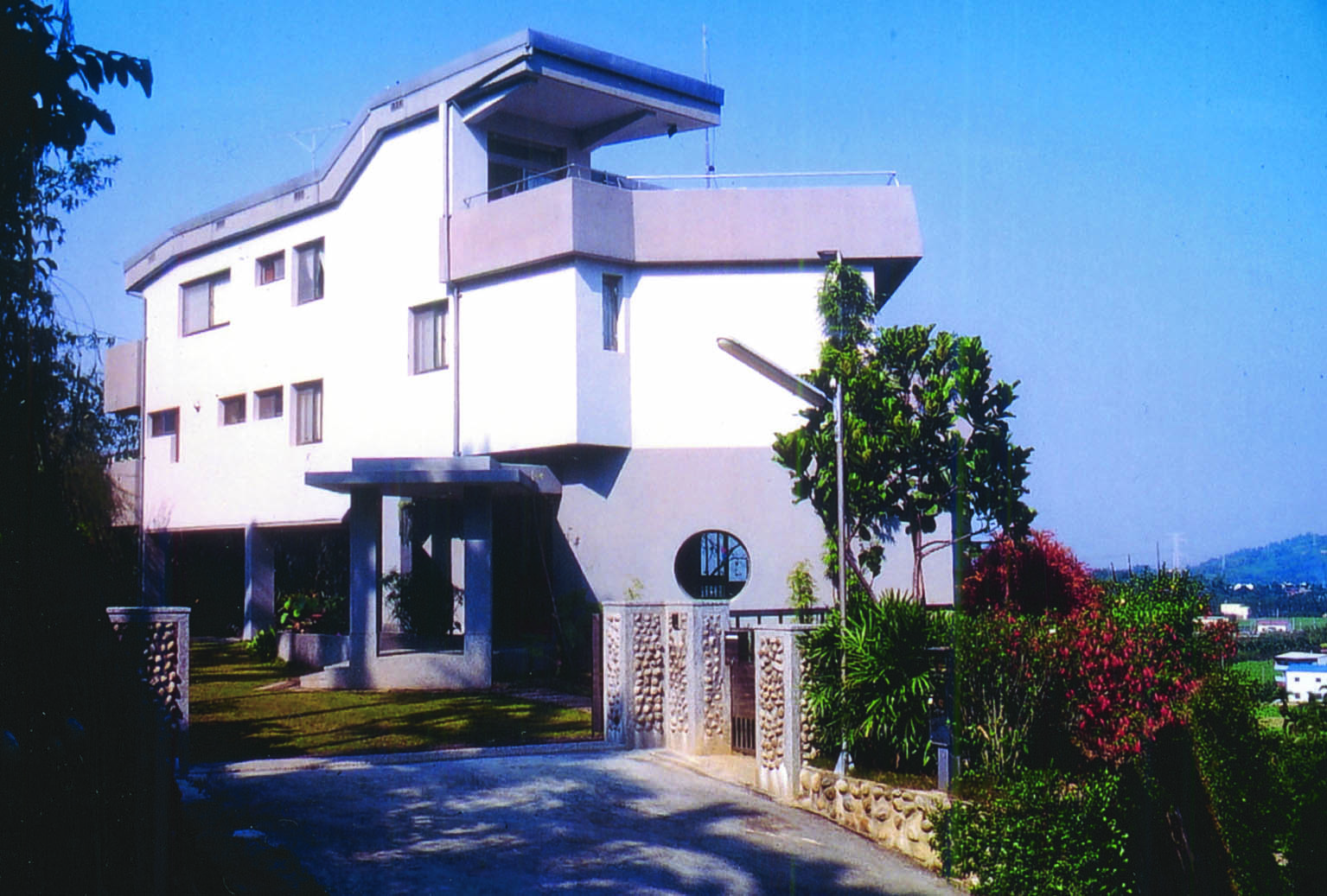
李承寬作品：南埔林宅，1996/97

黑林的思想深深啟發了夏龍與李承寬，1951年他們合作提出《達姆施塔特國民學校》（Volksschule Darmstadt, 1951）設計案，長型配置的學校，開端是可以由全校、由社區共同運用的大會堂；中段是自成一個個小群體、獨立構成的教室群落，依照其不同學齡兒童的精神要求而有不同的朝向、色彩、藝術品與教室形態；學校尾端則是一座跨越在水面上的「宇宙廳 (Kosmischer Raum)」，在廳內，陽光透過牆面細長的開口在不同的季節照射在雋刻於室內牆面的特定詩句上，將整個學校各種生活節奏、慶典儀式與宇宙運行的律動緊密結合在一起。在這個設計案裡，黑林所構想個體與團體的平衡關係獲得了鮮明的具體形態。而那座具有自身內在的秩序、人們不一定要踏入它、卻總是能意識到它的「宇宙廳」，轉化自「明堂／辟雍」的思想理念，則不僅是夏龍後期建築設計（例如柏林愛樂音樂廳（Konzerthaus des Berliner Philharmonischen Orchesters, 1957–1963）、《柏林國家圖書館》（Staatsbibliothek, 1964–1978））的形態基礎，也是李承寬一生建築作品的思想核心與建築原型之所在。例如，Haus Schoeffel (= Haus Ketterer, Stuttgart-Ost, 1955)，如同一座跨越於水面之上的亭子結合拾級而上的室內山丘，而 Haus Straub Senior (Knittlingen, 1956) 則如同完全伸展開來的手掌撫觸、緊抓著大地，儘管二者形態迥異，其共同特徵則是各個室內空間皆依照其生活內容與倫理架構配置於最恰當的方位與朝向，內外空間與環境、生活內容與節奏共同組織成一個和諧的共同體。

## 評價
不僅當時，多年來一直持續到今天，李承寬的作品仍然不斷受到德國建築專業領域的討論，並且有多件作品已經列為城市的文化資產而受到保存。
從1920年代的上海踏入威瑪共和時代的柏林，李承寬可以說親身經歷了歷史上文化交流最爲活躍的一段時期；優游其間的他，身上非但沒有本位主義、也沒有悲情的文化鄉愁，有的卻是始終的獨立性和不斷融合與創新的活力。在這號稱全球化來臨的時代，人類文明卻不斷朝向同質化、扁平化與依賴化發展，李承寬的文化經驗無疑提供了許多非常可貴的觀察點。

## 相關書目
- 李承寬：《新建築之意義——李承寬作品》，臺北：地景，1993 ISBN：9789579580861
- 李承寬：《新建築之演進——李承寬作品》，臺北：田園城市，1996 ISBN：9789579915694
- 李承寬：《新建築與大眾文化——李承寬作品》，未出版
- 汪文琦：《自身的建築行動》，台北：田園城市，2012 ISBN：9789866204548
- Wen-chi Wang: Chen-kuan Lee und der Chinesische Werkbund: mit Hugo Häring und Hans Scharoun, Berlin：Reimer，2010 （德文版） （页面存档备份，存于）

## 外部連結
- 2015年德國 ifa 李承寬回顧展（德文與英文頁面）
- Häring-1942年2月12日手稿〈和李承寬的一場談話：關於屋頂形態〉中文翻譯
- "德國華裔建築師李承寬" （页面存档备份，存于） 歌德學院（中國）
- 旅程：關於李承寬的二三事/ The Journey: A Glance of Chen Kuen Lee （页面存档备份，存于）
- PSA线上讲座 | 汪文琦：李承宽与“中华艺工联盟”的建造实践 （页面存档备份，存于）